# Peter John Wyllie
Peter John Wyllie (* 8. Februar 1930 in London) ist ein britischer Petrologe und ehemaliger Geologieprofessor am California Institute of Technology (Caltech). Er ist bekannt durch seine Beiträge zum Verständnis des Magmatismus und Verfasser von zwei Lehrbüchern zu Magmatismus und Plattentektonik.

## Leben
Nach seiner Grundausbildung in der Royal-Air-Force-Kaserne Padgate 1948 in Poulton-with-Fearnhead – Wyllie wurde mit dem Best Recruit Award ausgezeichnet – absolvierte er bis 1949 seinen Wehrdienst als Funker (Radiotelephony Operator) im Rang eines Aircraftsman First Class. Er war Boxer und wurde 1949 Schwergewichtsmeister der Royal Air Force in Schottland.
1952 bis 1954 nahm er an der British North Greenland Expedition unter Jim Simpson teil, und studierte danach Physik und Geologie an der University of St Andrews. 1952 erhielt er dort einen Bachelorabschluss in Physik und Geologie und 1955 legte er dort den B.Sc. mit der Ehrung First Class Honors in Geology ab und war dann 1955/56 Assistant Lecturer in Geologie in St. Andrews. Ab 1956 war er an die University of Pennsylvania, wo er 1958 Assistant Professor wurde und (nach Zwischenaufenthalt 1960/61 an der University of Leeds) ab 1961 Associate Professor und 1962/63 Leiter (Acting Head) der Abteilung Geochemie und Mineralogie. 1958 wurde er Ph.D. im Fach Geologie in St. Andrews. Zwischen 1959 und 1961 unterrichtete er Experimentelle Petrologie an der University of Leeds, ehe er wieder als Professor der Petrologie an die Pennsylvania State University zurückkehrte. 1965 ging er an die University of Chicago, wo er bis 1983 Professor für Petrologie und Geochemie war. Danach war er bis zu seinem Ruhestand im Jahr 1999 Geologieprofessor am California Institute of Technology (Caltech), wo er 1983 bis 1987 Vorstand der Fakultät für Geowissenschaften und Planetologie war und 1999 emeritierte.
Er hat sowohl die britische als auch die US-amerikanische Staatsbürgerschaft. Wyllie ist seit 1956 verheiratet und hat drei Kinder.

## Wirken
Zahlreiche seiner wissenschaftlichen Beiträge widmete er dem Verständnis des Magmatismus, vor allem durch experimentelle Arbeit zur Petrologie von Magmen und deren flüchtigen Bestandteilen. In den frühen 1970ern schrieb Wyllie zwei verbreitet gebrauchte Lehrbücher, The Dynamic Earth (1971) und The Way the Earth Works (1976), die das neue Verständnis von Magmatismus und Plattentektonik zusammenfassten. Er wirkte am Abschnitt Geowissenschaften in der Encyclopædia Britannica mit und verfasste einen Überblick über dieses Forschungsfeld für den zweiten Teil des Britannica-Abkömmlings Propaedia.

## Ehrungen, Preise und Mitgliedschaften (Auswahl)
Die National Academy of Sciences (1981), die American Academy of Arts and Sciences (1982) und die Royal Society (1984) haben ihn zum Mitglied gewählt, außerdem ist er Fellow der Geological Society of America, der American Geophysical Union, der Mineralogical Society of America, Ehrenmitglied der Mineralogical Society of London, der Geological Society of Edinburgh und der Deutschen Geologischen Gesellschaft und Mitglied der Russischen Akademie der Wissenschaften (1988), der Academia Europaea (1996), der Indian National Science Academy und der Chinesischen Akademie der Wissenschaften. Mehrfach war er Präsident wissenschaftlicher Vereinigungen, so 1977/78 der Mineralogical Society of America, 1986–1990 der International Mineralogical Association und 1995–99 der International Union of Geodesy and Geophysics.
Er wurde mit zahlreichen Preisen geehrt, darunter
- die britische Polarmedaille (Polar Medal), 1954
- Wollaston-Medaille, Geological Society of London, 1982
- den Quantrell Award wegen herausragender Verdienste in der studentischen Lehre, 1979
- Abraham-Gottlob-Werner-Medaille der Deutschen Mineralogischen Gesellschaft, 1987
- Roebling-Medaille der Mineralogical Society of America, 1991
- Leopold-von-Buch-Plakette 2001

1974 erhielt er einen Ehrendoktor (D. Sc.) der Universität St. Andrews.

## Schriften
- A geological reconnaissance through South Germania Land, Kopenhagen, C. A. Reitzel 1957 (Grönlandexpedition)
- mit Lister The geomorphology of Dronning Louise Land, Kopenhagen, C. A. Reitzel 1957
- Herausgeber Ultramafic and related rocks, Wiley 1967
- The dynamic earth: a textbook in geosciences, Wiley 1971
- The way the earth works: an introduction to the new global geology and its revolutionary development, Wiley 1976